# 自杀巡回赛

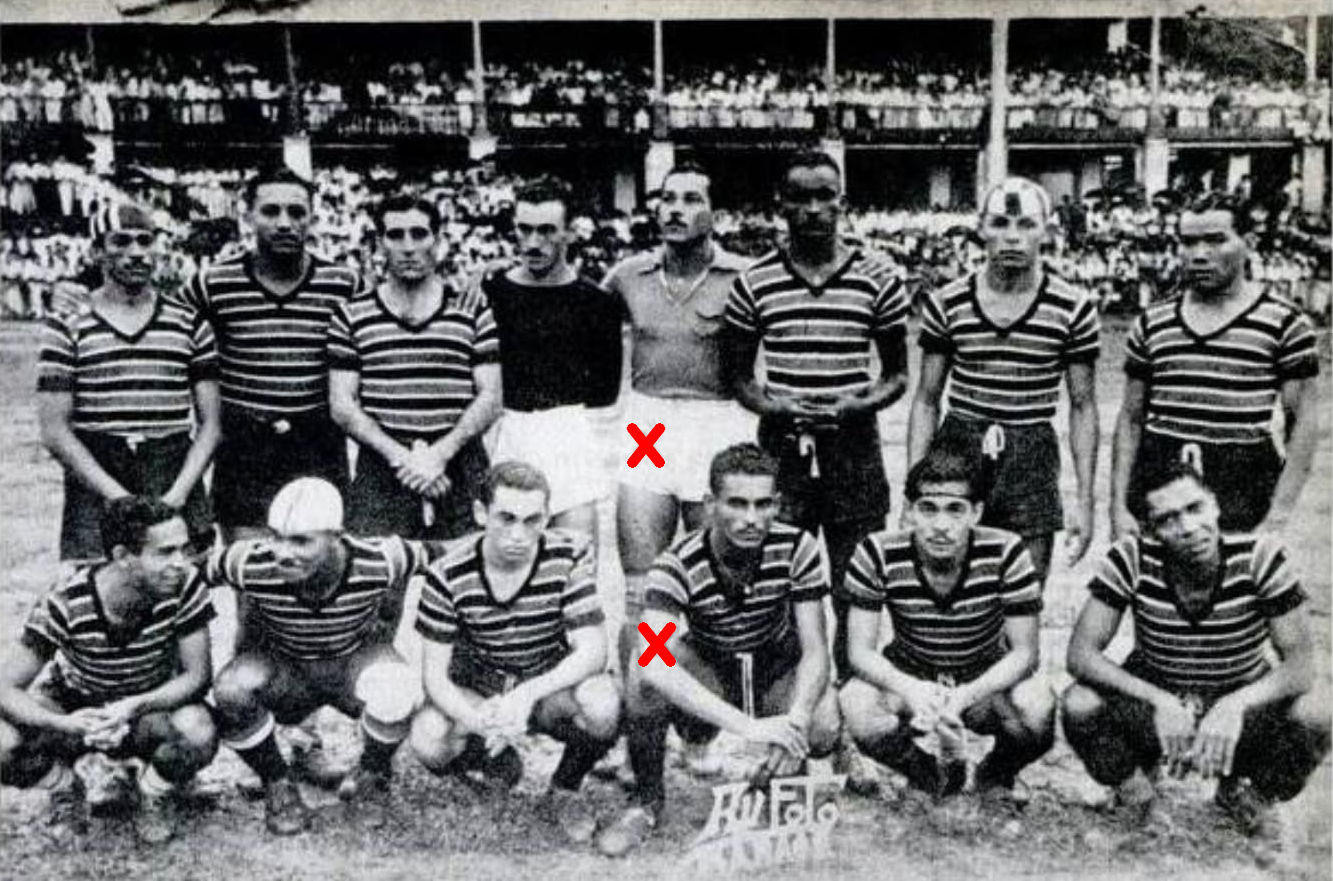
1943年的圣十字队。标记为X的球员在巡回赛期间死亡

巴西职业足球俱乐部聖十字足球會于1943年1月2日至4月29日在巴西北部地区进行巡回赛，旨在通过友谊赛筹集资金。在近四个月的时间里，球队在六个不同城市进行了超过25场比赛。由于俱乐部遭遇资金短缺、纳粹袭击和死亡威胁等不幸、危险乃至悲剧，此次巡回赛被称为自杀巡回赛（葡萄牙語：Excursão Suicída）或死亡巡回赛（葡萄牙語：Excursão da Morte）。巡回赛期间，两名圣十字队球员身亡，另有两名球员离队加盟其他俱乐部。

## 纳塔尔和贝伦
深陷严重财政危机的圣十字队董事会决定在北部地区“快速行动”，参加与当地俱乐部的热身赛以期增加收入。1943年1月2日，圣十字队代表团乘蒸汽船帕拉号（Pará）自伯南布哥州累西腓启程。因担忧可能遭遇纳粹潜艇袭击，该船关闭灯光，在两艘巴西海军舰艇护送下航行。两天后，船队抵达北里奥格兰德州纳塔尔，圣十字队以6-0击败当地州队。随后，圣十字队前往贝伦，先以7-2击败特兰斯维亚里奥体育俱乐部（Transviário Esporte Clube），3-1战胜图纳鲁索队，后以3-3战平帕拉州队，4-4战平派桑杜队，最终以3-5不敌赛艇队。

## 马瑙斯
代表团原计划将贝伦赛事作为巡回赛终点 ，但随后受邀前往马瑙斯与当地球队交锋——这也是伯南布哥州球队首次造访该市。1月25日，俱乐部搭乘一艘向阿克里州运送食品的轮船前往马瑙斯。轮船以每日十海里航速行进，历时两周方抵亚马孙州。
2月7日，球队抵达马瑙斯。因体力透支且遭遇大雨，他们在亚马孙州首战即以2-3负于奥林匹克队。此后，圣十字队又赛四场：三胜（5-1和5-4两胜里奥内格罗队，6-0胜民族队），一负于当地州队。首战里奥内格罗队后不久，代表团团长与六名球员罹患痢疾，但仍坚持参加了后续比赛。
马瑙斯赛事结束后，俱乐部董事计划前往秘鲁和圭亚那进行国际比赛。然而，因外交部要求球队不得离境，巴西体育联合会阻止了此行。面临可能被禁赛90天的风险，球队放弃原计划，改乘蒸汽船福塔莱萨号（Fortaleza）返回贝伦。三名球员未随队返回，因他们接受了当地球队的“优厚报价”。返航贝伦途中，两名球员痢疾复发。守门员金与前锋帕佩拉确诊伤寒入院——此前两人均未遵医嘱休养。圣十字队意欲尽快返回累西腓，但因第二次世界大战，巴西政府禁止一切海上航行。

## 贝伦到累西腓
由于无法购买机票，又需支付食品和医疗费用，俱乐部不得不继续比赛以筹集资金。3月2日，圣十字队以4-2战胜雷莫队。赛前，贝伦警察局长收到马瑙斯电报，要求逮捕后卫佩德里尼奥，因其涉嫌在马瑙斯逗留期间“对一名17岁女孩做坏事”。后经查明，下令逮捕他的警察实为亚马逊州某俱乐部董事，意在招揽这名球员。此为虚假指控，该球员最终未被捕。随后，他于3月9日代表圣十字队出战对阵派桑杜队的比赛。

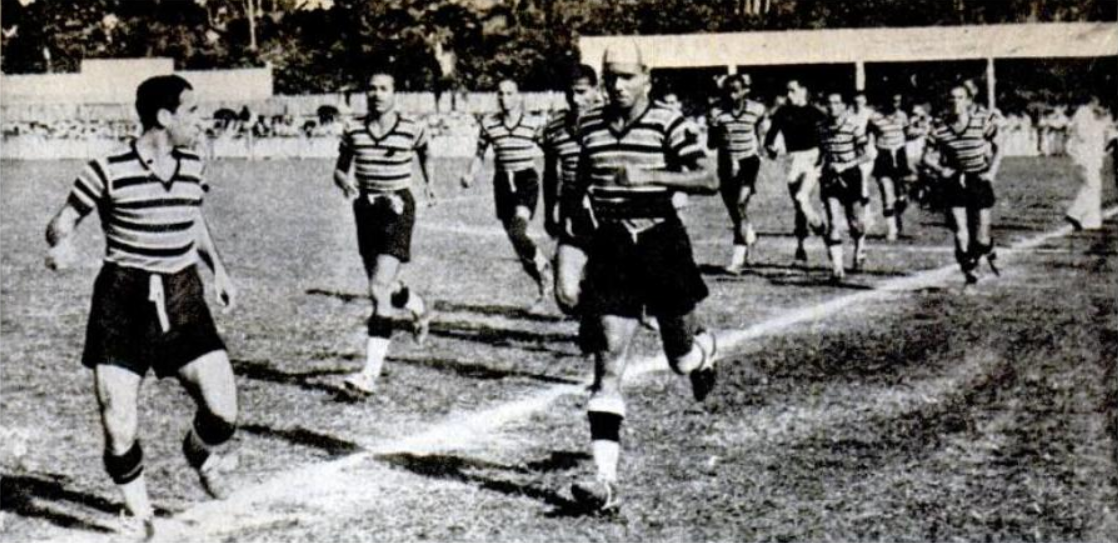
圣十字队在贝伦的一场比赛前进入球场

不久，圣十字队遭遇首次人员伤亡：金于1943年3月4日凌晨2时35分因伤寒逝世。帕拉足球界多名人士、巴西体育联合会及其效力俱乐部代表，以及伯南布哥州数位政府官员出席了葬礼。灵柩在众多民众护送下从帕拉体育联合会总部运往墓地，并于16时安葬。金逝世后，一周前离队的西迪尼奥放弃叛逃，重返球队。
3月9日，金逝世仅三天，圣十字俱乐部对阵派桑杜队。赛前默哀一分钟。比赛结束前的16时30分，球员们得知帕佩拉也已离世。赛后，球场挤满与球员一同哀悼的球迷，圣十字队获颁累西腓城市杯（Taça Cidade de Recife）。连失两名球员后，俱乐部董事考虑乘机返回累西腓，但医院和葬礼费用耗尽代表团资金。圣十字队在贝伦再赛五场，后于3月28日启程返回伯南布哥。
球员先乘船前往马拉尼昂州圣路易斯，为节省开支，头等舱船票被迫换为三等舱。此行需与帕拉州警方“引渡”至马拉尼昂州的35名小偷同行。为安全计，圣十字队巡回赛赢得的15座奖杯被藏匿。不过此举实属多余，因小偷与球员途中结为朋友。该船为安全目的滞留圣路易斯，俱乐部在当地赛六场，其中一场由船上厨师顶替受伤队友出战。圣十字队原计划在对阵森柏奥哥利亚队（马拉尼昂州第四场）后前往累西腓，但代表团决定离境前加赛两场。轮船午夜启航，但因雷暴及海上出现德国潜艇被迫折返圣路易斯。
球员遂决定乘火车前往皮奥伊州特雷西纳。火车两次出轨，幸无伤亡。圣十字队在皮奥伊州再赛一场，后乘巴士抵塞阿拉州福塔莱萨。俱乐部于此进行巡回赛末战，以2-3负于塞阿拉竞技俱乐部。1943年4月29日，巡回赛启程近四月后，圣十字队终抵累西腓。球员于5月2日重返伯南布哥足球锦标赛赛场。帕佩拉的公文包转交其家人，而金的公文包因在圣路易斯海域遗失，未能归还。

### 引用
1. ↑  Costa (2020).
2. 1 2 3 4 5  Aragão (1979)，第62頁，"De novo no mar, junto com 35 ladrões" section.
3. 1 2 3 4 5 6 7 8 9 10 11 12  Guedes (2023).
4. 1 2 3  Aragão (1979)，第60頁.
5. 1 2 3  Costa (2020)，"Primeiros jogos e problemas" section.
6. 1 2 3 4  Aragão (1979)，第60頁，"De Belém a Manaus, duas semanas no rio" section.
7. ↑   [Santa Cruz drew with the Paraense squad]. Jornal Pequeno（英语：Jornal Pequeno） (17). 1943-01-22: 2  [2024-05-17]. （原始内容存档于2024-05-17） –Hemeroteca Digital Brasileira （巴西葡萄牙语）.
8. 1 2 3  Costa (2020)，"Duas semanas no rio até Manaus com bebedeiras" section.
9. ↑   [Santa Cruz delegation embarks for Manaus]. Jornal Pequeno（英语：Jornal Pequeno） (20). 1943-01-26: 2  [2024-05-18]. （原始内容存档于2024-05-18） –Hemeroteca Digital Brasileira （巴西葡萄牙语）.
10. ↑  Aragão (1979)，第60頁，"Do barco, direto para um hospital..." section.
11. 1 2  Costa (2020)，"Tentativa de jogos internacionais" section.
12. 1 2 3 4  Aragão (1979)，第61頁，"Do barco, direto para um hospital..." section.
13. 1 2 3 4 5  Costa (2020)，"Deserção, mortes e paralisação da navegação mudam planos" section.
14. 1 2  Aragão (1979)，第61頁，"Em Belém, mortes e uma ordem de prisão" section.
15. ↑   [One to one, the result of the match against Paysandú]. 伯南布哥日报（葡萄牙语：Diario de Pernambuco） (57). 1943-03-09: 5  [2024-05-20]. ISSN 1807-7072. （原始内容存档于2024-05-20） –Hemeroteca Digital Brasileira （巴西葡萄牙语）.
16. 1 2   [King passed away, yesterday, in Belém of Pará]. Diário de Pernambuco（葡萄牙语：Diario de Pernambuco） (54). 1943-03-05: 5  [2024-05-19]. ISSN 1807-7072. （原始内容存档于2024-05-19） –Hemeroteca Digital Brasileira （巴西葡萄牙语）.
17. 1 2  Aragão (1979)，第62頁，"Em Belém, mortes e uma ordem de prisão" section.
18. ↑   [One to one, the result of the match against Paysandú]. Diário de Pernambuco（葡萄牙语：Diario de Pernambuco） (57). 1943-03-09: 5  [2024-05-20]. ISSN 1807-7072. （原始内容存档于2024-05-20） –Hemeroteca Digital Brasileira （巴西葡萄牙语）.
19. 1 2  Costa (2020)，"Mais jogos em Belém, viagem com ladrões e uma longa volta" section.
20. 1 2 3 4 5 6  Costa (2020)，"Últimos jogos, ameaça alemã e trem descarrilado" section.
21. ↑   [S.-Cruz will reappear tomorrow]. Diário de Pernambuco（葡萄牙语：Diario de Pernambuco） (100). 1943-05-01: 8  [2024-05-23]. ISSN 1807-7072. （原始内容存档于2024-05-23） –Hemeroteca Digital Brasileira （巴西葡萄牙语）.
22. ↑  Aragão (1979)，第62頁，"'Na volta, meu filho não me reconheceu'" section.

### 文献
- Aragão, Lenivaldo.  [The Death Tour]. Placar（葡萄牙语：Placar）. No. 505 (Editora Abril). 1979-12-28  [2024-04-26]. （原始内容存档于2024-05-23） （巴西葡萄牙语）.
- Costa, Brenno.  [Santa Cruz's "suicide tour" suffered from Nazi threats and two deaths: learn about the story]. ge. 2020-03-31  [2024-04-26]. （原始内容存档于2024-04-26） （巴西葡萄牙语）.
- Guedes, Marcos.  [80 years ago, Santa Cruz completed 'the greatest epic in human history']. Folha de S.Paulo. 2023-04-29  [2024-04-26]. （原始内容存档于2024-04-26） （巴西葡萄牙语）.